# Saint-Adrien

Saint-Adrien este o comună în departamentul  Côtes-d'Armor, Franța. În 1 ianuarie 2022 avea o populație de 367 de locuitori.